# Mar de Espanha (kommun)
Mar de Espanha är en kommun i Brasilien.   Den ligger i delstaten Minas Gerais, i den sydöstra delen av landet, 800 km sydost om huvudstaden Brasília. Antalet invånare är 11 758.
Följande samhällen finns i Mar de Espanha:
- Mar de Espanha

Omgivningarna runt Mar de Espanha är huvudsakligen savann. Runt Mar de Espanha är det glesbefolkat, med 19 invånare per kvadratkilometer.